# Joelijan Dzerovytsj

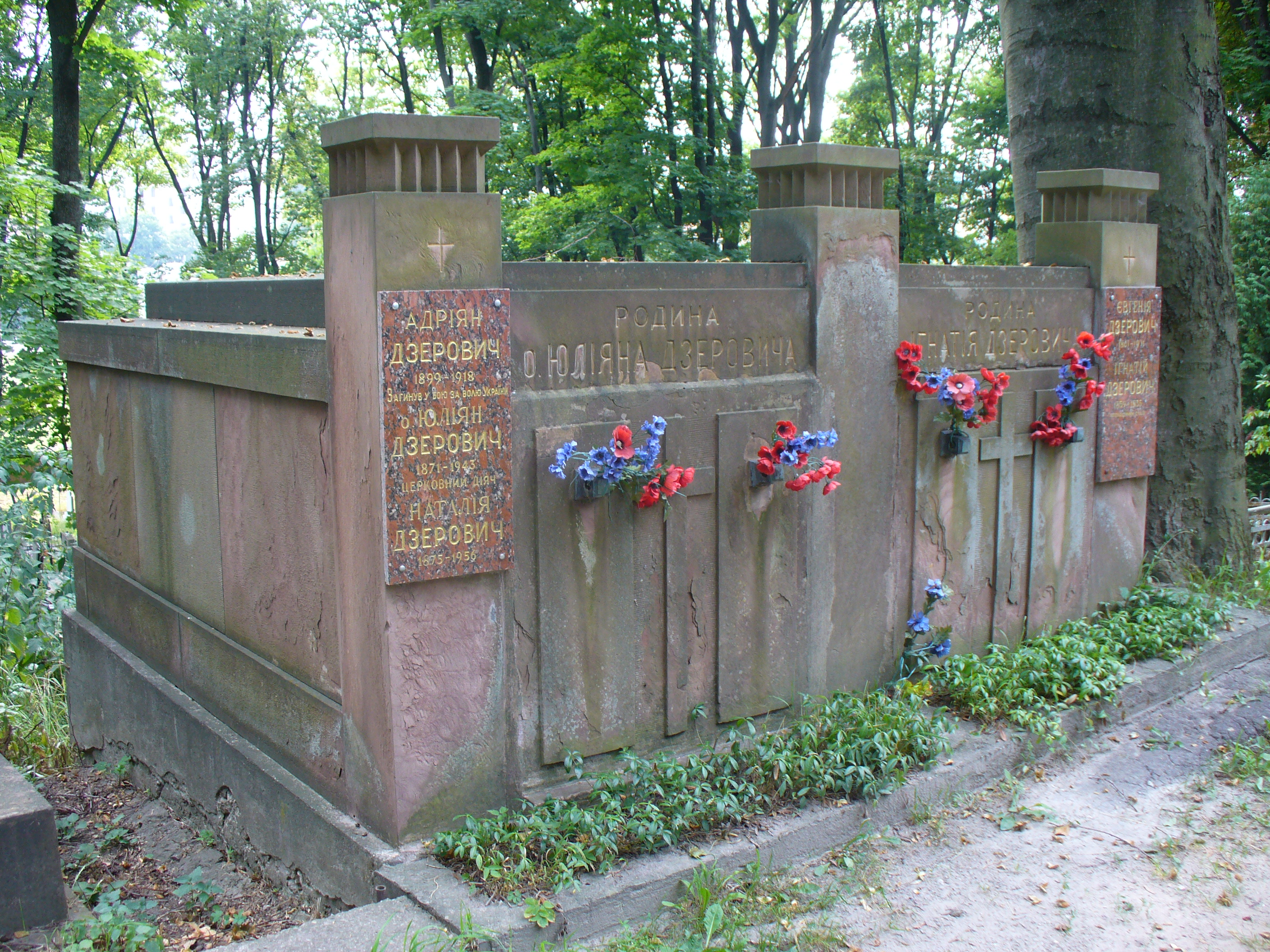
Graf van de familie Dzerovytsj

Joelijan Dzerovytsj (Oekraïens: Юліяна Дзеровича) (Smilno bij Brody, 3 januari 1871 - Wenen, 1 april 1943) was een Oekraïens geestelijke van de Oekraïense Grieks-Katholieke Kerk en pedagoog.
Dzerovytsj werd in 1894 tot grieks-Katholiek priester gewijd. Daarna studeerde hij aan de universiteit van Lviv (toen Lemberg) in Galicië, waar hij vanaf 1918 catechese zou doceren. Toen in 1930 in Lviv het Oekraïens-Katholieke opleidingsinstituut werd opgericht, werd Dzerovytsj belast met het onderwijs in catechese en pedagogiek. Buiten zijn onderwijstaken vervulde hij een actieve rol in het culturele leven van Galicië, met name in de seculiere verenigingen Prosvita en Ridna Škola. Hij leidde eveneens de priestervereniging van de archieparchie Lviv.
De betekenis van Dzerovytsj ligt vooral in zijn pedagogische studies, die ook hun weg naar West-Europese kringen vonden. In de verbinding van pedagogiek en catechese onderstreept Dzerovytsj het belang van de liturgie voor een religieuze opvoeding.
- Gemeinsame Normdatei: 1098432177
- International Standard Name Identifier: 0000 0000 6932 9024
- Library of Congress Control Number: n84141126
- Virtual International Authority File: 65413546
- WorldCat: E39PBJwmTrHm8qvMjV7thPJVYP